# Blättermoostierchen
Das Blättermoostierchen (Flustra foliacea) ist ein sessiles Tier, das im nördlichen Atlantik, der Nordsee und der westlichen Ostsee heimisch ist.
Blättermoostierchen bilden Kolonien (Zoarien), die eine Größe von bis zu 20 Zentimetern erreichen. Diese Kolonien bestehen aus mehreren Tausend Individuen (Zooiden) mit einer Größe von weniger als einem halben Millimeter.
Die Kolonien werden häufig mit Seetang verwechselt. Sie haben meist eine beige Farbe und im lebenden Zustand einen zitronenartigen Geruch.
Die mikroskopische Struktur der Kolonien wurde bereits 1665 von Robert Hooke in seinem Buch "Micrographia" unter dem Titel "Of the curious texture of Sea-weeds" beschrieben.

## Beschreibung
Kolonien von Blättermoostierchen sind buschartige Klumpen mit flachen, ausstrahlenden, am Ende abgerundeten Wedeln. Ihre Farbe reicht von blassem grau zu braun. Die Größe liegt meist zwischen 6 und 20 Zentimetern. Die Wedel sind nur wenig kalkhaltig. Dadurch sind sie biegsam und in der Strömung beweglich. Bei genauerer Betrachtung der Wedel erkennt man die einzelnen Zooiden, aus denen die Kolonie besteht. Diese haben eine Länge von etwa 0,4 mm und einen Durchmesser von 0,2–0,28 mm.

## Vorkommen
Das Blättermoostierchen lebt auf Hartböden und Muschelschalen der Küstengewässer des nördlichen Atlantiks, der Nordsee und der westlichen Ostsee. Sein Verbreitungsgebiet umfasst dabei die Atlantikküste Kanadas, die Atlantik- und Nordseeküsten Europas sowie die nördliche dänische Ostseeküste, einzelne Funde gab es auch an der westlichen Ostsee (Mecklenburg).

## Lebensweise
Blättermoostierchenlarven werden im frühen Frühling von weiblichen Blättermoostierchen einer bestehenden Kolonie freigesetzt und lassen sich nach einer kurzen pelagischen Lebensphase auf dem Meeresboden nieder. Eine neue Kolonie wird von einer einzelnen Larve ausgehend durch asexuelle Vermehrung (Knospung) gebildet und wächst im ersten Jahr ihres Bestehens als flache Kruste auf ihrem Untergrund. Das Höhenwachstum beginnt erst im zweiten Lebensjahr. Die Kolonie wächst zwischen März und September, mit einer Ruhephase von Oktober bis Februar. Dies führt zur Ausbildung von Jahresringen, die zur Bestimmung des Alters einer Kolonie verwendet werden können. Die Lebenserwartung einer Kolonie beträgt etwa 12 Jahre, die Lebenserwartung eines einzelnen Blättermoostierchen vermutlich nur einige Monate. Verstorbene Blättermoostierchen werden von den umgebenden Zooiden durch Knospung ersetzt. Blättermoostierchen ernähren sich von Phytoplankton, das sie mittels den Mund umgebender Tentakel aus dem umgebenden Wasser fangen. Die einzelnen Blättermoostierchen sind entweder männlich oder weiblich. Im Herbst und Winter werden weibliche Blättermoostierchen von männlichen befruchtet, woraufhin in speziellen Fortsätzen der weiblichen Blättermoostierchen blass-orange Embryonen heranwachsen, die somit das Produkt einer sexuellen Vermehrung sind. Im nächsten Frühjahr werden diese als fertige Larven ins Wasser freigesetzt.

## Bedeutung
Blättermoostierchenkolonien dienen als stabiles ganzjähriges Mikrohabitat für verschiedene Epizoobionten, darunter auch andere Moostierchen. Die Epizoobionten und die Blättermoostierchen selbst sind die Nahrung für Seeigel, Krabben, Nacktkiemer und Seespinnen.